# Buzzards Bay

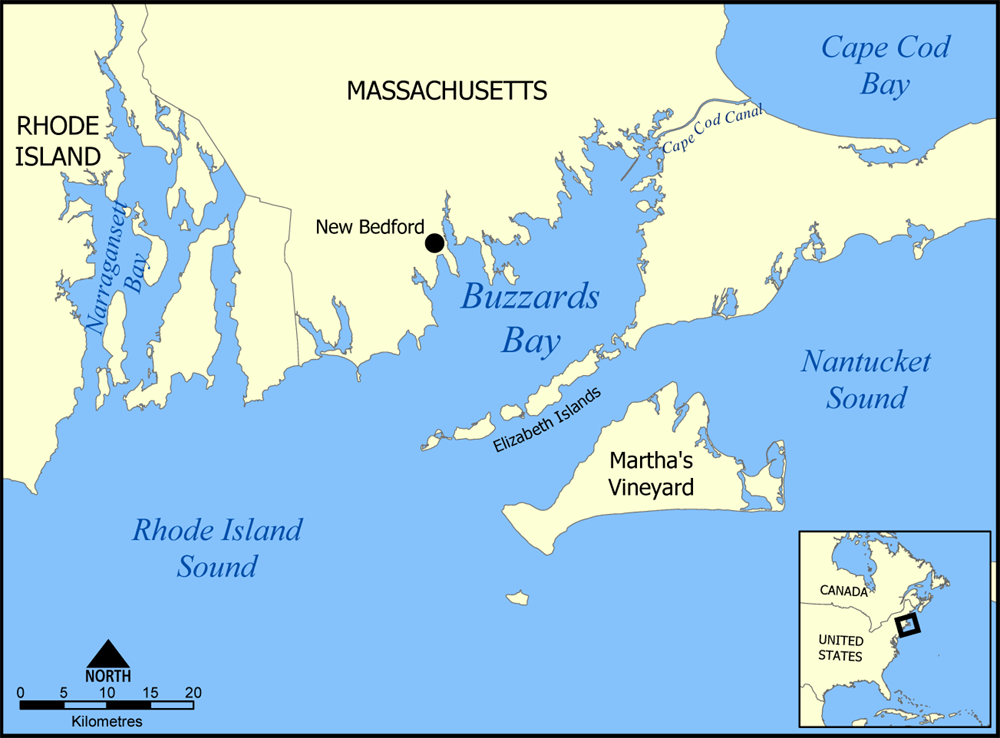
Karte der Buzzards Bay

Die Buzzards Bay ist eine Bucht des Atlantischen Ozeans angrenzend an den US-Bundesstaat Massachusetts. Sie ist ungefähr 45 Kilometer lang und zwölf Kilometer breit. Sie ist ein beliebtes Reiseziel für Fischer, Bootsbesitzer und Touristen. Seit 1914 verbindet der Cape Cod Canal die Buzzards Bay mit der Cape Cod Bay. 1987 wurde die Buzzards Bay zum Estuary of National Significance designiert.

## Geografie
Sie ist von den Elizabeth Islands im Süden mit der Insel Cuttyhunk als äußerstem Punkt, von Cape Cod im Osten und von der South Coast der Countys Bristol und Plymouth in Massachusetts im Nordwesten umgeben. Im Südwesten ist die Bucht mit dem Block Island Sound und dem Long Island Sound verbunden. Die Stadt New Bedford ist ein historisch bedeutsamer Hafen an der Buzzards Bay; er war der weltweit bedeutendste Walfanghafen während der ersten Hälfte und der Mitte des 19. Jahrhunderts.

## Geologie
Buzzards Bay entstand während des letzten Teils des Pleistozäns durch das Wechselspiel glazialer und ozeanischer Prozesse. Vor 50.000 bis 70.000 Jahren begannen die Kanten des kontinentalen Eisschildes, der fast ganz Nordamerika bedeckte, zu schmelzen; Moränen markieren die ehemalige Ausdehnung des schwindenden Eises. Eine solche Moräne formte Cape Cod, das das meiste der östlichen Küste der Buzzards Bay bildet.
Zusätzlich zu den Moränen produzierte der schmelzende Eisschild Sander, zusammengesetzt aus vermischten Sedimenten und Eis, das die Bucht im Nordwesten und Westen abgrenzte. Schmelzende Eisblöcke in den Sanderablagerungen formten kennzeichnende, kreisförmige Merkmale namens Toteisseen. Zahlreiche Beispiele an Toteisseen können beim nordwestlichen Cape Cod Canal gefunden werden. Letztlich erhöhte das Wasser aus dem schmelzenden Eis den Meeresspiegel von sechzig auf hundertzwanzig Meter und füllte die vorbestehenden Sanderkanäle auf. Zum Ende der letzten Eiszeit vor fünfzehntausend Jahren bis vor sechstausend Jahren war Buzzards Bay noch trockenes Land.
Koordinaten: 41° 34′ N, 70° 46′ W